# Zapalenie gruczołu łzowego
Zapalenie gruczołu łzowego – choroba gruczołu łzowego występująca najczęściej jednostronnie.

## Przyczyny

### Dzieci
Powstaje zazwyczaj podczas przebiegu chorób zakaźnych takich jak: nagminne zapalenie przyusznic, grypa, odra, płonica, czasem występuje przy zaostrzeniu choroby reumatycznej.

### Dorośli
Może powstać podczas bakteryjnego zakażenia worka spojówkowego.

## Objawy
Podstawowymi objawami tej choroby są ból, obrzęk i zaczerwienienie skóry w górnobocznej części górnej powieki oraz nasilenie bólu przy ucisku niedaleko obrzęku. Wśród objawów pojawiają się także złe samopoczucie oraz podwyższona temperatura ciała.

## Leczenie
Zaleca się leczenie u okulisty. Polega ono na stosowaniu antybiotyków i salicylanów, miejscowo także sulfonamidów. Aby ulżyć choremu można stosować leczenie przeciwbólowe i zimne okłady na obrzęk.